# Eland (motorfiets)
Eland is een historisch Nederlands motorfietsmerk.
De bedrijfsnaam was Motors Eland, Rotterdam.
Eland bouwde van 1955 tot 1959 tweetakten van 123 tot 158 cc met inbouwmotoren van Victoria, Gasquy, Sachs en andere toeleveranciers.